# Doddiella globiceps
Doddiella globiceps är en stekelart som först beskrevs av Alan Parkhurst Dodd 1927.  Doddiella globiceps ingår i släktet Doddiella och familjen Scelionidae. Inga underarter finns listade i Catalogue of Life.